# Coleraine (Derry)
Coleraine (en gaèlic irlandès Cúil Rathain, que vol dir "racó de les falgueres") és una ciutat d'Irlanda del Nord, al comtat de Derry, a la província de l'Ulster. Es troba als marges del riu Bann, a 88,5 kilòmetres al nord-oest de Belfast i a 48,3 kilòmetres de Derry.

## Demografia
Coleraine és classificada com a "ciutat gran" per l'Agència d'Estadístiques i Recerca d'Irlanda del Nord (NISRA) (p. ex. amb població entre 18.000 i 75.000 habitants). Segons el darrer cens (29 d'abril de 2011) hi havia 59.067 habitants.
- 22,3% tenien menys de 16 anys i el 16,7% en tenien 60 o més
- 47,7% de la població és masculina i el 52,3% era femenina
- 28% eren catòlics irlandesos i el 65,3% són protestants i d'altres esglésies cristianes.
- 4,0% de la població de 16–74 estaven a l'atur.

## Història

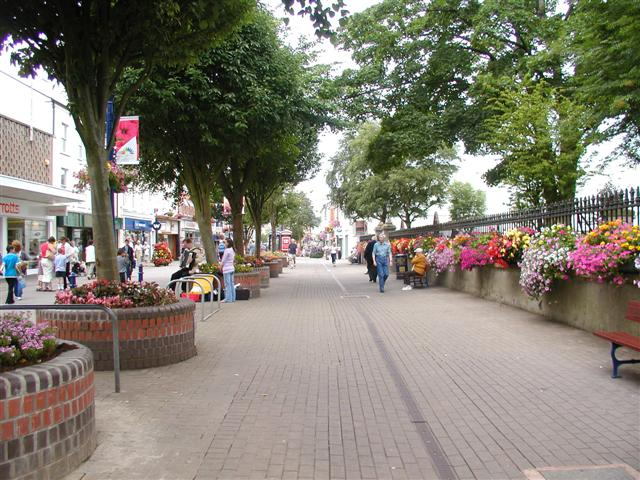
Zona de vianants a Coleraine

Coleraine és un assentament molt antic. El lloc Mesolític de Mount Sandel, que data aproximadament del 5935 aC és un dels assentaments humans més antics d'Irlanda.
La Vida Tripartida de Sant Patrici registra com la ciutat va obtenir el seu nom. Quan Patrici va arribar al veïnatge, va ser rebut amb gran honor i l'hospitalitat pel cacic local, Nadslua, qui li va oferir un tros de terra sobre la qual construir una església. El lloc era al costat del riu Bann i estava cobert de falgueres, que alguns nois cremaven per divertir-se. Aquest incident donar el nom a la zona de Cúil Raithin ("racó de les falgueres"), que més tard va ser anglicitzat com Colrain, Colerain i Coleraine. Fou traduït per Colgan al llatí com a Secessus Filicis.
La ciutat era una de les dues comunitats urbanes desenvolupades per les empreses de Londres al comtat de Derry (aleshores Londonderry) en la colonització de l'Ulster en l'inici del segle xvii. El patró una mica esbiaixat dels carrer del centre de la localitat de Coleraine és el llegat d'aquest primer exercici de planificació urbana, juntament amb restes de la línia de les muralles que van proporcionar defenses a la ciutat de la colonització. En 1637 l'Agrimensor General de Duanes va emetre un informe elaborat a partir dels comptes de les duanes deguts per cada port i els seus "rierols subsidiaris". Dels ports de l'Ulster a la llista, Carrickfergus era el primer, seguit de Bangor, Donaghadee i Strangford. Carlingford i Coleraine estaven en el mateix rang.
Amb una mica d'industrialització, l'expansió del port fluvial i el desenvolupament del ferrocarril, la ciutat es va expandir de manera significativa durant el segle xix i a principis del segle xx. Coleraine es va ampliar considerablement després de la Segona Guerra Mundial. La població es va duplicar a causa del gran desenvolupament industrial als suburbis, la decisió d'instal·lar-hi la seu de la Nova Universitat d'Ulster (ara coneguda com la Universitat d'Ulster), l'expansió del comerç i el desenvolupament d'instal·lacions d'activitats esportives i recreatives. Durant el Conflicte d'Irlanda del Nord 13 persones van perdre la vida prop de Coleraine, deu d'elles en dues explosions de cotxes bomba.
Des de 1980 el creixement ha continuat però a un ritme lleugerament més moderat. En els vint anys anteriors a 2001 la població de la ciutat va augmentar un 22% fins a aproximadament 25.000, però la taxa de creixement es va reduir de 12% en el 1980 al 8% en la dècada de 1990.

## Personatges il·lustres
- James Knox Polk, President dels Estats Units, els seus avantpassats eren d'ací.
- Andrew Bonar Law hi va viure un temps.

## Agermanaments
- La Roche-sur-Yon